# 국극사
국극사(國劇社)는 대한국악원의 직속 창극 단체다. 정남희(丁南希)·조상선(趙相鮮)·오태석 등의 동인제(同人制)로서, <만리장성> <선화공주> 등의 창극을 공연하였다.